# 塞利涅
塞利涅（法語：Séligné，法語發音：[seliɲe]）是法国德塞夫勒省的一个市镇，属于尼奥尔区。

## 地理
塞利涅（46°8'39"N, 0°17'2"W）面积9.83 平方千米，位于法国新阿基坦大区德塞夫勒省，该省份为法国西部内陆省份，北起曼恩-卢瓦尔省，西接旺代省，南至夏朗德省和滨海夏朗德省，东临维埃纳省。
与塞利涅接壤的市镇（或旧市镇、城区）包括：布托讷河畔布里尤、贝勒河畔瑟孔迪涅、布托讷河畔韦尔努、维勒福莱。

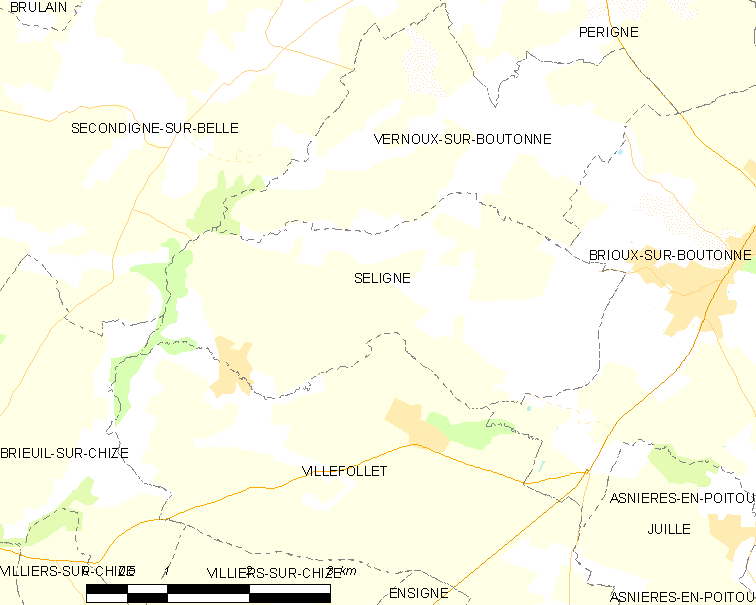
塞利涅的OSM定位图

塞利涅的时区为UTC+01:00、UTC+02:00（夏令时）。

## 行政
塞利涅的邮政编码为79170，INSEE市镇编码为79312。

## 政治
塞利涅所属的省级选区为米尼翁-布托讷县。

## 人口

1962-2008年间塞利涅人口变化图示

塞利涅于2022年1月1日时的人口数量为112人。